# Dolmen de Sant Pere dels Forquets
El Dolmen de Sant Pere del Forquets és un megàlit de l'època neolítica del terme comunal d'Argelers, a la comarca del Rosselló, de la Catalunya del Nord.
Es troba a la zona central - oriental del terme comunal, dalt de la carena que separa el Rec de l'Abat del seu afluent per l'esquerra que davalla del Mas d'en Pacareu i del Mas Picamal, al sud-oest del Dolmen dels Collets de Cotlliure.

## Característiques
Fou descobert per Bernard Rieu poc abans del 1991 i descrit per primera vegada per Joan Tarrús el 2002. És un dolmen simple, del tipus de caixa megalítica tancada. Les pedres laterals estan caigudes, i la llosa superior, voluminosa, hi roman a terra.